# Легирование (металлургия)
Леги́рование (нем. legieren «сплавлять» от лат. ligare «связывать») — добавление в состав материалов примесей для изменения (улучшения) физических и/или химических свойств основного материала. Легирование является обобщающим понятием ряда технологических процедур, различают объёмное (металлургическое) и поверхностное (ионное, диффузное и др.) легирование.
В разных отраслях применяются разные технологии легирования.
В металлургии легирование производится в основном введением в расплав или шихту дополнительных веществ (например, в сталь — хрома, никеля, молибдена), улучшающих механические, физические и химические свойства сплава.
Для изменения различных свойств (повышения твёрдости, износостойкости, коррозионной стойкости и т. д.) приповерхностного слоя металлов и сплавов применяются также и разные виды поверхностного легирования.
Легирование проводится на различных этапах получения металлического материала с целями повышения качества металлургической продукции и металлических изделий.
При изготовлении специальных видов стекла и керамики часто производится поверхностное легирование. В отличие от напыления и других видов покрытия, добавляемые вещества диффундируют в легируемый материал, становясь частью его структуры.
При изготовлении полупроводниковых приборов под легированием понимается внесение небольших количеств примесей или структурных дефектов с целью контролируемого изменения электрических свойств полупроводника, в частности, его типа проводимости.

## История
Легирование стало целенаправленно применяться сравнительно недавно. Отчасти это было связано с технологическими трудностями. Легирующие добавки просто выгорали при использовании традиционной технологии получения стали.
Примечательно то, что первыми сталями, с которыми познакомился человек, были природнолегированные стали. Ещё до начала железного века применялось метеоритное железо, содержащее до 8,5 % никеля.
Высоко ценились и природнолегированные стали, изготовленные из руд, изначально богатых легирующими элементами. Повышенная твёрдость и вязкость японских мечей с возможностью обеспечить остроту кромки, возможно, объясняются наличием в стали молибдена.
Современные взгляды о влиянии на свойства стали различных химических элементов начали складываться с развитием химии во второй четверти XIX века.
Одним из первых металлургов, начавших планомерное изучение влияния на сталь различных элементов, был русский горный инженер Павел Петрович Аносов. Исследуя влияния на сталь добавок различных элементов (золота, платины, марганца, хрома, алюминия, титана и др.), он первым доказал, что физико-химические и механические свойства стали могут быть значительно изменены и улучшены добавками некоторых легирующих элементов.
По-видимому, первым удачным использованием целенаправленного легирования можно считать изобретение в 1858 году Мюшеттом стали, содержащей 1,85 % углерода, 9 % вольфрама и 2,5 % марганца. Сталь предназначалась для изготовления резцов металлообрабатывающих станков и явилась прообразом современной линейки быстрорежущих сталей. Промышленное производство этих сталей началось в 1871 году.
Принято считать, что первой легированной сталью массового производства стала Сталь Гадфильда, открытая английским металлургом Робертом Эбботом Гадфильдом в 1882 г. Сталь содержит 1,0—1,5 % углерода и 12—14 % марганца, обладает хорошими литейными свойствами и износостойкостью. Без особых изменений химического состава эта сталь сохранилась до настоящего времени.

## Влияние легирующих элементов
Для улучшения физических, химических, прочностных и технологических свойств металлы легируют, вводя в их состав различные легирующие элементы. Для легирования сталей используются хром, марганец, никель, вольфрам, ванадий, ниобий, титан и другие элементы. Небольшие добавки кадмия в медь увеличивают износостойкость проводов, добавки цинка в медь и бронзу — повышают прочность, пластичность, коррозионную стойкость. Легирование титана молибденом более чем вдвое повышает температурный предел эксплуатации титанового сплава благодаря изменению кристаллической структуры металла
Легированные металлы могут содержать один или несколько легирующих элементов, которые придают им специальные свойства.
Легирующие элементы вводят в сталь для повышения её конструкционной прочности. Основной структурной составляющей в конструкционной стали является феррит, занимающий в структуре не менее 90 % по объёму. Растворяясь в феррите, легирующие элементы упрочняют его. Твердость феррита (в состоянии после нормализации) наиболее сильно повышают кремний, марганец и никель. Молибден, вольфрам и хром влияют слабее.
Большинство легирующих элементов, упрочняя феррит и мало влияя на пластичность, снижают его ударную вязкость (за исключением никеля).
Главное назначение легирования:
- повышение прочности стали без применения термической обработки путём упрочнения феррита растворением в нём легирующих элементов;
- повышение твёрдости, прочности и ударной вязкости в результате увеличения устойчивости аустенита и тем самым увеличения прокаливаемости;
- придание стали специальных свойств, из которых для сталей, идущих на изготовление котлов, турбин и вспомогательного оборудования, особое значение имеют жаропрочность и коррозионная стойкость.

Легирующие элементы могут растворяться в феррите или аустените, образовывать карбиды, давать интерметаллические соединения, располагаться в виде включений, не взаимодействуя с ферритом и аустенитом, а также с углеродом. В зависимости от того, как взаимодействует легирующий элемент с железом или углеродом, он по-разному влияет на свойства стали. В феррите в большей или меньшей степени растворяются все элементы.
Растворение легирующих элементов в феррите приводит к упрочнению стали без термической обработки. При этом твердость и предел прочности возрастают, а ударная вязкость обычно снижается. Все элементы, растворяющиеся в железе, изменяют устойчивость феррита и аустенита.
Критические точки легированных сталей смещаются в зависимости от того, какие легирующие элементы и в каких количествах присутствуют в ней. Поэтому при выборе температур под закалку, нормализацию и отжиг или отпуск необходимо учитывать смещение критических точек.
Марганец и кремний вводятся в процессе выплавки стали для раскисления, они являются технологическими примесями. Марганец распределяется между ферритом и цементитом. Он заметно повышает предел текучести, порог хладноломкости, прокаливаемость стали, но делает её чувствительной к перегреву. В связи с этим для измельчения зерна с марганцем в сталь вводят карбидообразующие элементы. Так как во всех сталях содержание марганца примерно одинаково, то его влияние на сталь разного состава остается неощутимым. Марганец повышает прочность, не снижая пластичности стали. Марганец также используется для «связывания» находящейся в стали серы и устранения явления красноломкости. Содержание элементов обычно находится в пределах 0,30—0,70 % Mn, 0,17—0,37 % Si и порядка 0,03 % Al. В этих пределах они называются технологическими примесями и не являются легирующими элементами. Специальное введение марганца, кремния и алюминия выше указанных диапазонов для придания стали определённых потребительских свойств уже будет являться легированием.
Кремний не является карбидообразующим элементом, и его количество в стали ограничивают до 2 %. Он значительно повышает предел текучести и прочность стали и при содержании более 1 % снижает вязкость, пластичность и повышает порог хладноломкости. Кремний структурно не обнаруживается, так как полностью растворим в феррите, кроме той части кремния, которая в виде окиси кремния не успела всплыть в шлак и осталась в металле в виде силикатных включений.

## Примеры использования
- Стали
  - Хромистые стали
  - Стали ШХ15 (устаревшее обозначение марки), используемые в качестве материала для подшипников
  - Нержавеющие стали
  - Стали и сплавы, легированные молибденом, вольфрамом, ванадием
  - Жаростойкие стали и сплавы
- Алюминий
- Бронзы
- Латуни
- Стекла

## Маркировка легированных сталей
Марка легированной качественной стали в России состоит из сочетания букв и цифр, обозначающих её химический состав. Легирующие элементы имеют следующие обозначения: хром (Х), никель (Н), марганец (Г), кремний (С), молибден (М), вольфрам (В), титан (Т), тантал (Та), алюминий (Ю), ванадий (Ф), медь (Д), бор (Р), кобальт (К), ниобий (Б), цирконий (Ц), селен (Е), редкоземельные металлы (Ч). Цифры, стоящие после буквы, указывают на содержание легирующего элемента в процентах. Если цифры не указаны, то легирующего элемента содержится 0,8—1,5 %, за исключением молибдена и ванадия (содержание которых в сталях обычно до 0,2—0,3 %), а также бора (в стали с буквой Р его должно быть до 0,010 %). В конструкционных качественных легированных сталях две первые цифры показывают содержание углерода в сотых долях процента.
Пример: 03Х16Н15М3Б — высоколегированная качественная сталь, которая содержит 0,03 % C, 16 % Cr, 15 % Ni, до 3 % Mo, до 1 % Nb.
Отдельные группы сталей обозначаются иначе:
- шарикоподшипниковые стали маркируют буквами (ШХ), после которых указывают содержания хрома в десятых долях процента;
- быстрорежущие стали (сложнолегированые) обозначаются буквой (Р), следующая цифра обозначает содержание вольфрама в процентах;
- автоматные стали обозначают буквой (А) и цифрой обозначают содержание углерода в десятых долях процента.